# Prisopus berosus
Prisopus berosus är en insektsart som beskrevs av John Obadiah Westwood 1859. Prisopus berosus ingår i släktet Prisopus och familjen Prisopodidae. Inga underarter finns listade i Catalogue of Life.